# Xã St. John, Quận Lake, Indiana
Xã St. John (tiếng Anh: St. John Township) là một xã thuộc quận Lake, tiểu bang Indiana, Hoa Kỳ. Năm 2010, dân số của xã này là 66.741 người.